# Sydney International 1999 - Doppio femminile
Il doppio femminile del Sydney International 1999 è stato un torneo di tennis facente parte del WTA Tour 1999.
Martina Hingis e Helena Suková erano le detentrici del titolo, ma quest'anno non hanno partecipato.
Elena Lichovceva e Ai Sugiyama hanno battuto in finale 6–3, 2–6, 6–0 Mary Joe Fernández e Anke Huber.

## Teste di serie
1. Lisa Raymond /  Rennae Stubbs (primo turno)
2. Elena Lichovceva /  Ai Sugiyama (campionesse)
3. Larisa Neiland /  Arantxa Sánchez Vicario (quarti di finale)
4. Amanda Coetzer /  Nataša Zvereva (primo turno)

## Tabellone

### Legenda
| - Q = Qualificato - WC = Wild card - LL = Lucky loser | - ALT = Alternate - SE = Special Exempt - PR = Protected Ranking | - w/o = Walkover - r = Ritirato - d = Squalificato |